# U 47

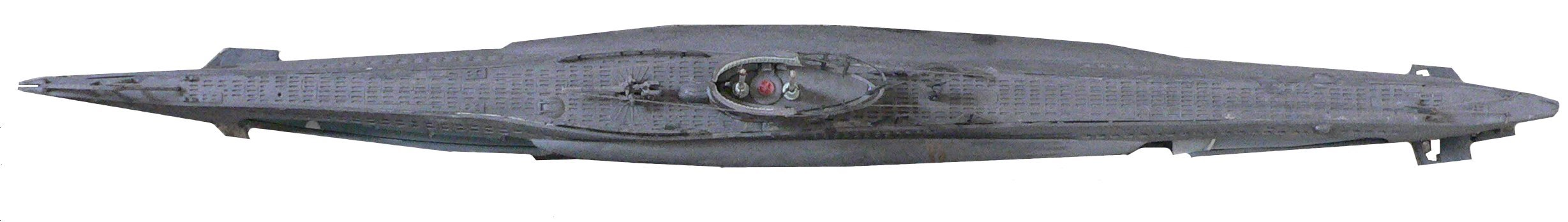
Model U 47 shora

Unterseeboot 47 (U 47) byla německá ponorka typu VIIB spuštěná na vodu v roce 1938. Slavnou se stala 14. října 1939, když pod vedením Günthera Priena pronikla do hlavní základny Royal Navy Scapa Flow, potopila tam bitevní loď třídy Revenge HMS Royal Oak a vrátila se zpět do Německa. Během bitvy o Atlantik podnikla deset bojových plaveb a potopila 30 obchodních lodí a 8 dalších poškodila. Zmizela západně od Irska 7. března 1941, pravděpodobně potopena torpédoborcem HMS Wolverine.

## Filmové zpracování

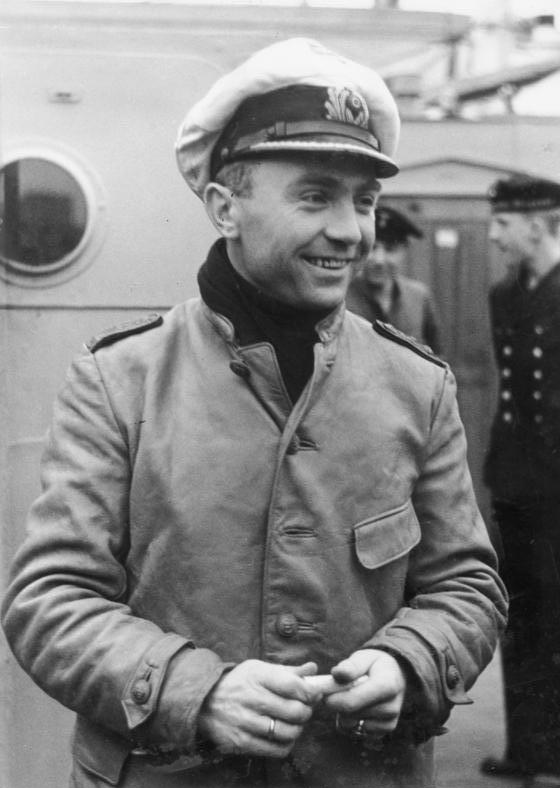
Kapitänleutnant Günther Prien

Příběh německé ponorky U-47 zaujal německo-rakouského režiséra Haralda Reinla, ten v tehdejším západním Německu natočil válečný film U47 – Kapitänleutnant Prien, tento film vznikl v roce 1958 a zachycuje úspěšný ponorkový útok kapitána Günthera Priena na námořní základnu Scapa Flow.